# Ploegleider

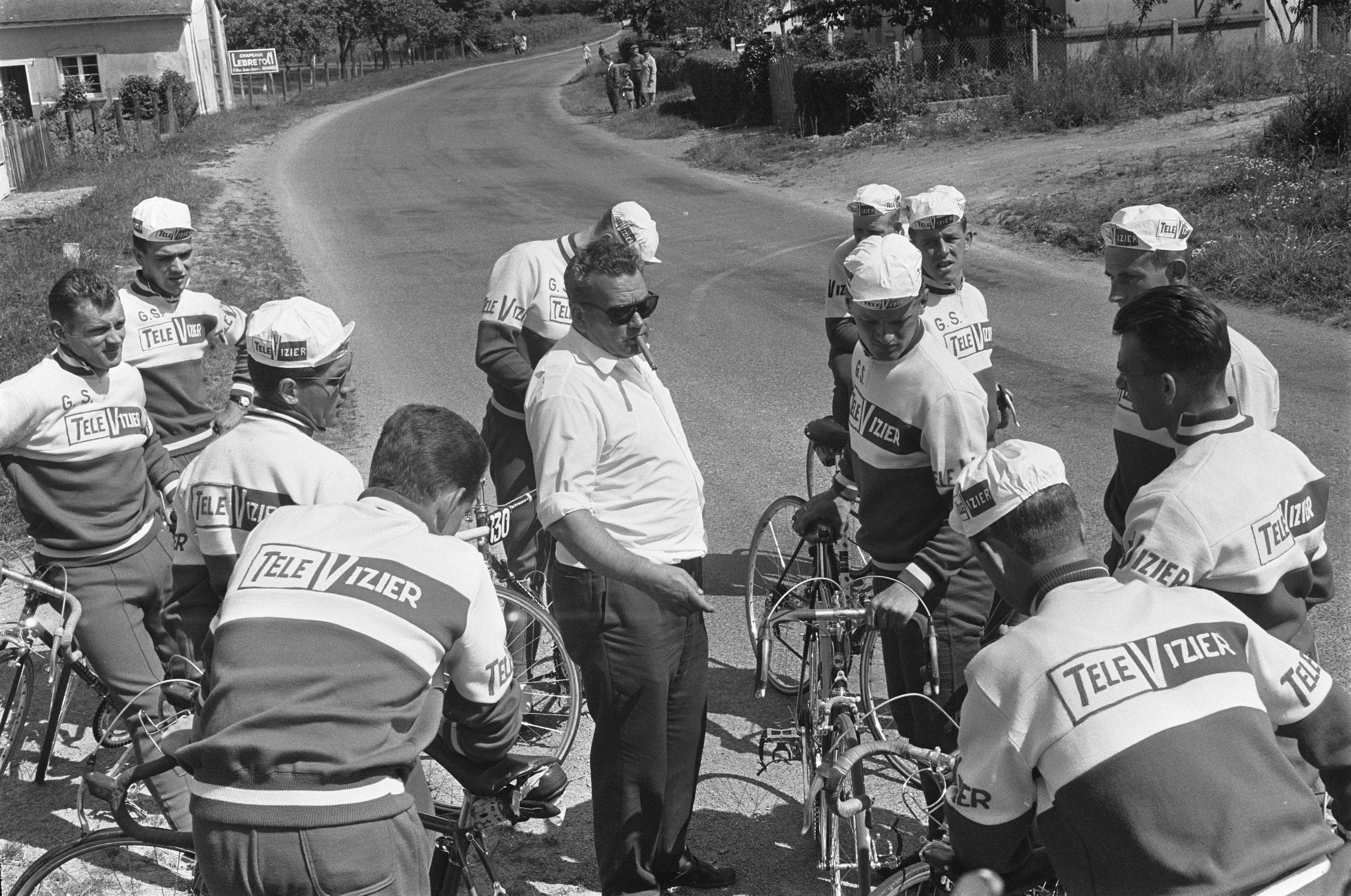
Ploegleider Kees Pellenaars in 1964

De term ploegleider wordt het meest gebruikt om een leider van een wielerploeg aan te duiden. Men spreekt ook wel van sportief leider. De ploegleider bepaalt, vaak in overleg met de kopman van de ploeg, de tactiek tijdens de koers. Ook bepaalt hij de samenstelling van de ploeg.
De term ploegleider wordt ook in het marathonschaatsen gebruikt.